# میرزا زکی خان
میرزا زکی خان معروف به مهندس باشی (۴ دی ۱۲۱۹ – ۱۲ مهر ۱۳۰۵) مهندس تلگراف ایرانی و دستیار پروژه میرزا عباس خان بود که از سال ۱۲۳۸ تا زمان وفاتش در ۱۲ مهر ۱۳۰۵، به‌عنوان مهندس تلگراف فعالیت میکرد.  
وی در  شهر نور مازندران متولد شد پدرش یوسف میرزا زکی و مادر وی بی‌بی خاتون نام داشت سپس او کار خود را در دوره ناصرالدین شاه و پس از یادگیری فنون تلگراف شروع کرد و بعد ها به دلیل مهارت بالا در شغل خود به مهندس باشی معروف شد‌، مدتی بعد او با مریم میردامادی ازدواج کرد و صاحب سه فرزند قربان‌علی. معصومه و ابراهیم شد. 
میرزا زکی خان از عالمان اصلی ورود تلگراف به ایران بود او شاگرد نسل اول دارالفنون بود و نقش اصلی در گسترش فناوری و زبر ساخت تلگراف در ایران را بر عهده داشت، سرانجام وی بر اثر بیماری در ۱۲ مهر ۱۳۰۵ در تهران به دلیل بیماری سل فوت شد.

## لقب
لقب او «مهندس‌باشی» بود که در دورهٔ قاجار به افرادی داده می‌شد که در امور فنی و مهندسی (به‌ویژه پروژه‌های دولتی) تخصص داشتند و ریاست مهندسان در دستگاه دولتی را برعهده داشتند.

## اقدامات
وی پس از شروع کار خود در سال ۱۲۳۸ ه.ش در پروژه های متعددی همراه با میرزا محمدعلی خان و کارشناسان اروپایی شرکت کرد و اقدامات مختلفی از جمله ایجاد خط تلگراف تهران – قزوین – تبریز و ایجاد خط تلگراف تهران – همدان – کرمانشاه  و همچنین خطوط فرعی تلگراف در اطراف تهران و برخی پروژه‌های راه‌سازی و پل‌سازی کوچک در دوره ناصرالدین‌شاه را انجام داد. همچین گفته میشود وی در مراحل اولیه خطوط آزمایشی تلگراف تهران و سپس تاگراف جاده شاه عبدالعظیم و دیگر مسیر ها نقش داشته است.

## تحصیلات
برخی منابع اشاره دارند که او مدتی در فرانسه یا روسیه آموزش‌های فنی دیده بود و پس از بازگشت، دانش خود را در پروژه‌های جدید به‌کار گرفت.

## جایگاه در دستگاه قاجار
او جزو مهندسان دربار ناصری بود و در پروژه‌های زیرساختی دیگر نیز مشارکت داشت، اما شهرت اصلی او به دلیل تلگراف است.